# Ferhat Mehenni
Pour les articles homonymes, voir Ferhat.
Ferhat Mehenni, dit Ferhat Imazighen Imula, (en kabyle : Ferḥat Mhenni; en tifinagh: ⴼⴻⵔⵃⴰⵜ ⵎⵀⴻⵏⵏⵉ), né le 5 mars 1951 à Illoula Oumalou en Kabylie, est un homme politique, écrivain, chanteur, musicien, auteur-compositeur-interprète kabyle. Il est l’un des membres fondateurs  du Mouvement pour l'autodétermination de la Kabylie, mouvement qui revendique le droit du peuple kabyle à disposer de lui-même. 
Le 26 août 2021, l'Algérie a émis un mandat d'arrêt international à l'encontre de Ferhat Mehenni sans qu'aucune chancellerie n'en tienne compte.

Le Drapeau de la Kabylie proposé par le Gouvernement provisoire kabyle et le MAK, sélectionné lors d'un vote organisé en Kabylie et dans la diaspora.

Le 14 novembre 2022, il est condamné par contumace à la prison à perpétuité par un tribunal d’Alger, pour ses opinions politiques.

## Biographie

### Le printemps berbère
En avril 1980, il est l'un des artisans du printemps berbère de Tizi Ouzou. Arrêté le 16[Quand ?].

### Le Rassemblement pour la culture et la démocratie
En novembre 1988, il lance avec trois de ses camarades, Mustapha Bacha, Mokrane Ait Larbi et Saïd Saadi, un appel à la tenue des assises culturelles amazigh (berbères) les 10 - 11 février 1989, à l'issue desquelles est proclamée la formation du Rassemblement pour la culture et la démocratie (RCD). 

Ferhat Mehenni est un passager de l'Airbus d'Air France détourné en décembre 1994 par des membres du GIA et en sortira traumatisé.[réf. nécessaire]

Il publie en 2015 aux éditions Michalon, Noël en otage.

### Le Mouvement pour l'autonomie de la Kabylie
En 2001, à la suite des violentes émeutes qui ont éclaté en Kabylie avril 2001 et avril 2002 (Printemps noir), il prôna comme solution à la sortie de crise dans laquelle se débat depuis l'indépendance de l'Algérie, l'autonomie régionale. À cet effet, il a fondé le Mouvement pour l'autonomie de la Kabylie (MAK) au terme d'une réunion dans la commune de Makouda en Kabylie le 24 août 2001. L'assassinat de son fils aîné Ameziane, le 19 juin 2004 à Paris, qui n'a toujours pas été élucidé est selon lui très probablement lié à son engagement autonomiste.
Dans un communiqué publié le 16 mars 2009, Ferhat Mehenni, annonce qu’il est la cible d’un mandat d’amener. Cette décision est prise par un juge d’instruction quand celui-ci demande aux forces de l’ordre de lui présenter une personne mise en examen, y compris par la force. Ferhat Mehenni cite un article d’Algérie News du 16 mars. D’après ses dires, la justice aurait été saisie par les autorités locales à Tubirett (Bouira, une ville au sud-ouest de la Kabylie) au sujet d’une marche étudiante du 20 avril 2008 attribuée au MAK. 
Le  14 novembre 2022, il est condamné  par contumace (il est alors réfugié en France) à la prison à perpétuité par un tribunal d’Alger pour « création d’une organisation terroriste et atteinte à l’intégrité territoriale et à l’unité nationale ». Le 17 janvier 2024, il est condamné à 20 ans de prison pour « actes terroristes et subversifs attentatoires à la sécurité de l'Etat et à l'unité nationale ».

### Le Gouvernement provisoire kabyle
Ferhat Mehenni a formé le 1er juin 2010 à Paris un « Gouvernement provisoire kabyle » (Anavaḍ Aqvayli Uεḍil en Kabyle) [source insuffisante].

## Publications
- Ferhat Mehenni, Algérie : la question kabyle, Paris, Éditions Michalon, 2004, 187 p. (ISBN 978-2-84186-226-9, présentation en ligne)
- Ferhat Mehenni, Le siècle identitaire : la fin des États post-coloniaux, Paris, Éditions Michalon, 2010, 189 p. (ISBN 978-2-84186-544-4, présentation en ligne)
- Ferhat Mehenni, Afrique : le casse-tête français : La France va-t-elle perdre l'Afrique ?, Paris, Les éditions de Passy, 2013, 112 p. (ISBN 978-2-35146-054-2, présentation en ligne)
- Ferhat Mehenni, Noël en otage, Paris, Éditions Michalon, 2015, 192 p. (ISBN 978-2-84186-814-8, présentation en ligne)
- Ferhat Mehenni, Kabylie : Mémorandum pour l'indépendance, Paris, Éditions Fauves, 2017, 286 p. (ISBN 979-10-302-007-75, présentation en ligne)
- Ferhat Mehenni, Réflexions dans le feu de l'action : Histoire de la renaissance du peuple kabyle, Paris, Éditions Fauves, 2021, 374 p. (ISBN 979-10-302-0392-9, présentation en ligne)